# 大阪府警潜入捜査官
『大阪府警潜入捜査官-SENNNYU-』（おおさかふけいせんにゅうそうさかん せんにゅう）は、2007年6月公開の劇場映画。萩庭貞明監督。完全オリジナル作品。

## 概要
ほぼ『難波金融伝・ミナミの帝王』のスタッフで製作され、同作品を制作するエクセレントフィルムが携わっている。
麻薬組織撲滅の使命のため、刺青を彫り、ヤクザ組織に潜入した一人の刑事の姿を描く。「マイアミバイス」「インファナル・アフェア」「ディパーテッド」に代表される潜入捜査官が主人公の作品。

## あらすじ
主人公杉崎（潜入名）に、巨大ヤクザ組織への潜入指令が下る。目的は「麻薬ルート」の解明。組織の幹部に近づくために、身分を偽り、刑務所に服役する。そこで信頼を得た杉崎は、出所後組織に入り、徐々にその最深部へと近づいていき、ついに組織壊滅に繋がる大きな取引を目前にする。
しかし、その時杉崎の前に、かつて同僚の刑事を殺害した強盗殺人犯水島が、麻薬の仲介人として現れる。動揺する杉崎は、自分を慕うケンジを利用し、水島を尾行をさせる。その不用意な行動が、自身の潜入任務に危機をもたらす。

## キャスト
- 潜入捜査官・杉崎：神保悟志
- チンピラ・ケンジ：高野八誠
- 指名手配犯・水島：相島一之
- 家出少女・沙織：高橋真子
- 大阪府警察本部長・上原：中原丈雄
- 瀬川組組長・瀬川：誠直也
- 瀬川組若頭・田中：成瀬正孝
- スナックのママ・妙子：藤真利子

## スタッフ
- 監督：萩庭貞明
- エグゼクティブプロデューサー：片柳敦
- 企画：伊藤秀裕
- プロデューサー：間藤芳樹、川崎隆、佐藤敏宏
- アソシエイトプロデューサー：秋田一力、谷伸一
- 法律監修：山之内幸夫
- 音楽：元倉宏
- 脚本：友松直之
- 撮影監督：三好和宏（J.S.C）
- 照明：落合文雄
- 美術：常盤俊春、蘒原勲
- 録音：横野一氏工
- 編集：村山勇二
- 助監督：山本透
- 制作担当：鎌田賢一、古野忠司
- 協力プロデューサー：ゆうき哲也
- 協力：マッシュ
- 制作：エクセレントフィルム
- 製作・配給：アイコット